# Foucarmont
Foucarmont ist eine französische Gemeinde mit 804 Einwohnern (Stand 1. Januar 2022) im Département Seine-Maritime in der Region Normandie.

## Geografie
Foucarmont liegt zwischen Villers-sous-Foucarmont im Süden und Fallencourt im Norden, 34 Kilometer südwestlich von Abbeville im Pays de Bray im Osten der Region Haute-Normandie. Die Yères fließt durch das Gemeindegebiet.

## Geschichte
Im 19. Jahrhundert fand man bei Ausgrabungen Artefakte aus gallo-römischer Zeit.
Im Jahr 1059 wurde Foucarment als Fulcardi Montent erstmals urkundlich erwähnt. Henri I. d’Eu (um 1075–1140) gründete 1130 das Kloster von Foucarmont und wurde dort Mönch. Zu der Zeit verfügte die mittelalterliche Stadt über Markthallen, eine Leprakolonie, ein Hospiz, einen herrschaftlichen Gerichtshof, ein Gefängnis und eine Kirche. 1201 nahm Philipp II. von Frankreich (1165–1223) die Ortschaft ein.
Im Zweiten Weltkrieg (1939–1945) wurde der Ortskern, einschließlich der Kirche, durch Bombardement von mehreren Boeing B-17 zerstört, wobei über 20 Foucarmontois (Einwohner) den Tod fanden. Wahrscheinlich waren nahe Fieseler-Fi-103-Rampen im Wald von Foucarmont das eigentliche Ziel. Der Ortskern wurde später wieder aufgebaut.

### Einwohnerentwicklung
- 1962: 0924
- 1968: 0955
- 1975: 0926
- 1982: 0954
- 1990: 0993
- 1999: 1045
- 2006: 1019

## Sehenswürdigkeiten
Die Ruine des Klosters Foucarmont stammt aus dem 12. Jahrhundert.
Die neue Kirche Saint-Martin wurde von 1959 bis 1963 vom Architekten Othello Zavaroni erbaut.
Eine Quelle ist dem Heiligen Martin von Tours geweiht. An der Quelle steht ein Waschhaus (Lavoir). Der Bach, der dort entspringt, vereint sich mit der Yères.

## Wirtschaft
Wichtige Erwerbszweige der Foucarmontois sind Ackerbau, Futtermittelherstellung und die Zucht von Hausschafen und Hausrindern.